# Eupithecia maenamii
Eupithecia maenamii là một loài bướm đêm trong họ Geometridae.